# Mojave 3
Mojave 3 – brytyjski zespół założony przez: Neila Halsteada, Rachel Goswell, Simona Rowe’a, Alana Forrestera i Iana McCutcheona. Halstead i Goswell grali wcześniej w grupie Slowdive. 
Początkowo był to poboczny projekt członków Slowdive, jednak po przejściu ich macierzystej grupy do wytwórni Creation Records, już jako trio (Halstead, Goswell i McCutcheon), postanowili skierować się w stronę country rocka i muzyki folk. W rezultacie opuścili Slowdive i podpisali kontrakt z firmą 4AD.
Początkowo chcieli nazwać swoją grupę „Mojave”, jednak odkryli, że już istnieje taki zespół, więc dodali do nazwy człon „3”, będący oznaczeniem stanu liczbowego zespołu. Rowe (wcześniej w Chapterhouse) i Forrester dołączyli już po nagraniu pierwszego albumu.
Halstead (główny kompozytor piosenek zespołu) i Goswell nagrali swoje solowe albumy dla 4AD.

## Dyskografia

### Albumy
- Ask Me Tomorrow (wydany 17 października 1995 r.)
- Out of Tune (wydany w maju 1998 r.)
- Excuses for Travelers (wydany 15 maja 2000 r.)
- Spoon and Rafter (wydany 23 września 2003 r.)
- Puzzles Like You (wydany 6 czerwca 2006 r.)

### EP-ki
- Who Do You Love (wydana 29 czerwca 1998 r.)
- Some Kinda Angel (wydana 7 września 1998 r.)
- In Love With a View (wydana 3 kwietnia 2000 r.)
- Any Day Will Be Fine (wydana 1 maja 2000 r.)
- Return to Sender (wydana 25 września 2000 r.)
- Breaking the Ice (wydana 5 czerwca 2006 r.)